# Вулдридж, Адриан
Адриан Вулдридж (род. 11 ноября 1959 года) — управляющий редактор, а с 1 апреля 2017 года ведущий раздела Bagehot  журнала The Economist. Ранее был ведущим раздела Shumpeter. До июля 2009 года был руководителем Вашингтонского бюро The Economist и ведущим раздела Lexington.

## Образование
Получил образование в Баллиол-колледже в Оксфорде, где изучал современную историю;  был членом в Колледже всех душ, а также в Оксфордском университете. Там же  получил степень доктора философии в 1985 году. С 1984 по 1985 год являлся стипедиатом  Харкнесса в Калифорнийском университете в Беркли.

## Награды
- Премия Джеральда Лоэба[англ.] 2017 года за материал «Creative Destruction: The Schumpeter Column» [2]

### Переводы на русский язык
- Алан Гринспен, Адриан Вулдридж. Капитализм в Америке. История = Capitalism in America: A History . — М.: Альпина Паблишер, 2020. — 560 с. — ISBN 978-5-9614-2356-3.